# دیورتیکولیت
دیوِرتیکولیت (Diverticulitis) به التهاب در دیوِرتیکول‌های دیوارهٔ روده به خصوص رودهٔ بزرگ گفته می‌شود. هرچند به ندرت دیورتیکولیت در رودهٔ کوچک نیز مشاهده می‌شود.
علائم به‌طور معمول شامل درد ناحیهٔ پایینی شکم با شروع ناگهانی است، هرچند ممکن است طی چند روز نیز بروز کند. همچنین ممکن است حالت تهوع و اسهال یا یبوست وجود داشته باشد. تب یا خون در مدفوع احتمال یک عارضهٔ جدی را مطرح می‌کند. حملات عود مکرر ممکن است رخ دهد.

## علائم و نشانه‌ها
بیمار درد شکمی (به خصوص سمت چپ زیرین شکم)، تب و لکوسیتوز دارد. تهوع، اسهال یا حتی یبوست نیز محتمل‌اند. گسترش التهاب و عفونت، موجب تشدید علائم می‌شود. تشخیص قطعی دیورتیکولیت با سی‌تی اسکن است.

## درمان
بیشتر موارد به درمان نگه‌دارنده و آنتی‌بیوتیک پاسخ می‌دهند. در موارد اورژانس، درمان جراحی ضروری است.